# Magyar pengő
A pengő egykori magyar pénznem. 1927. január 1-jén vezették be a magyar korona helyett, s mintegy húsz évig, 1946. július 31-ig volt törvényes fizetőeszköz. Váltópénze a fillér volt (1 pengő = 100 fillér). Bevezetése az első világháborút és Trianont követő gazdasági válság utáni stabilizációs program része volt, az újabb világháborút követően mégis a világtörténelem legsúlyosabb hiperinflációját szenvedte el. Bár több próbálkozás is volt az infláció megfékezésére, végül a forint bevezetése vezetett a gazdasági stabilitás helyreállásához.

## Elnevezése
A pengő elnevezést hagyományosan az ezüstpénzek megnevezésére használták (az aranypénz ezzel szemben csengő, a réz kongó volt). A XVIII. század második felében a pénzjegyek elterjedésével az ezüstforintokat pengő forintnak nevezték. Az első világháború kitörése után a nemesfémpénzeket bevonták, majd később az infláció miatt minden fémpénz eltűnt a forgalomból. Így a pengő pénznév kiválasztása (figyelembe véve a fenti jelentést) egyfajta stabilitást tükrözött. A független Magyarország valutájának nevét hosszas vita után választották ki. Abban egyetértés mutatkozott, hogy magyar nevet kell választani. Olyan nevek merültek fel mint turul, turán, libertás vagy máriás. További elnevezései más nyelveken: németül pengő, horvátul pengov, szerbül пенгов, románul pengeu vagy pengheu, ruszinul пенгыв.

## Bevezetése
Az első világháborút követően az akkor forgalomban lévő korona a fokozódó infláció során értékét vesztette. A gazdasági stabilizáció részeként a pengő az elértéktelenedett koronát váltotta fel. Kibocsátásakor 1 kg arany értéke 3800 pengő volt. 1 pengő 12 500 koronát tett ki. A korona pénzrendszer 10, 20 és 100 koronás aranyérméivel ellentétben forgalmi aranypengőt már nem adtak ki. Bevezetésének fedezetét egy 307 millió aranykoronás 
(~ 15 085 995 akkori brit font sterling) népszövetségi kölcsön biztosította. Ebből 170 millió aranykoronát Nagy-Britannia, a többit, 137 milliót az Amerikai Egyesült Államok, Olaszország, Svájc és két további állam nyújtotta.
- A magyar pengő pénzérméi
- A magyar pengő pénzjegyei

## Árfolyama
A pengő egészen az 1930-as évek közepéig stabil, értékálló pénznek bizonyult, ekkortól azonban folyamatosan inflálódott és állandóan veszített az értékéből a kulcsvalutákhoz képest. 1927-ben 1 brit font sterling 27,7 pengőt, 1 amerikai dollár 5,695 pengőt, 1 német birodalmi márka 1,3 pengőt, 1 osztrák schilling 0,8 pengőt ért.
| Brit font sterling / pengő árfolyam / év | 1927        | 1929        | 1931        | 1933        | 1935        | 1937        | 1939        | 1941        | 1943         | 1944         |
| ---------------------------------------- | ----------- | ----------- | ----------- | ----------- | ----------- | ----------- | ----------- | ----------- | ------------ | ------------ |
| 1 font sterling =                        | 27,70 pengő | 27,70 pengő | 27,76 pengő | 26,11 pengő | 21,38 pengő | 25,38 pengő | 32,54 pengő | 35,25 pengő | 122,43 pengő | 178,12 pengő |

| Amerikai dollár / pengő árfolyam / év | 1927        | 1929        | 1931        | 1933        | 1935       | 1937        | 1939        | 1941        | 1943        | 1944        |
| ------------------------------------- | ----------- | ----------- | ----------- | ----------- | ---------- | ----------- | ----------- | ----------- | ----------- | ----------- |
| 1 amerikai dollár =                   | 5,695 pengő | 5,705 pengő | 5,712 pengő | 5,374 pengő | 4,40 pengő | 5,224 pengő | 6,697 pengő | 8,747 pengő | 30,43 pengő | 44,20 pengő |

## A pengő a második világháború után

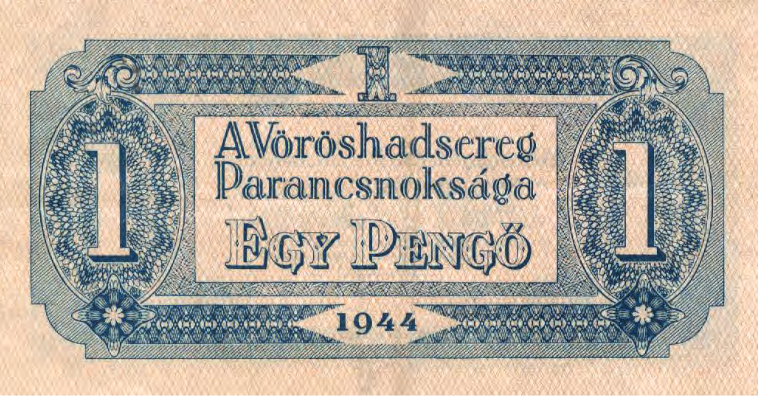
A Vörös Hadsereg által kibocsátott pénz 1944-ben

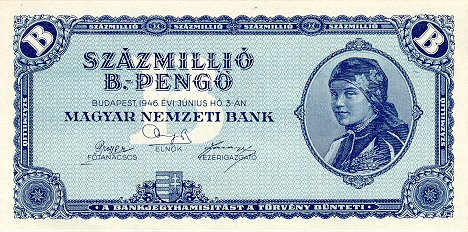
100 millió b.-pengő, a valaha forgalomba hozott legnagyobb címletű bankjegy

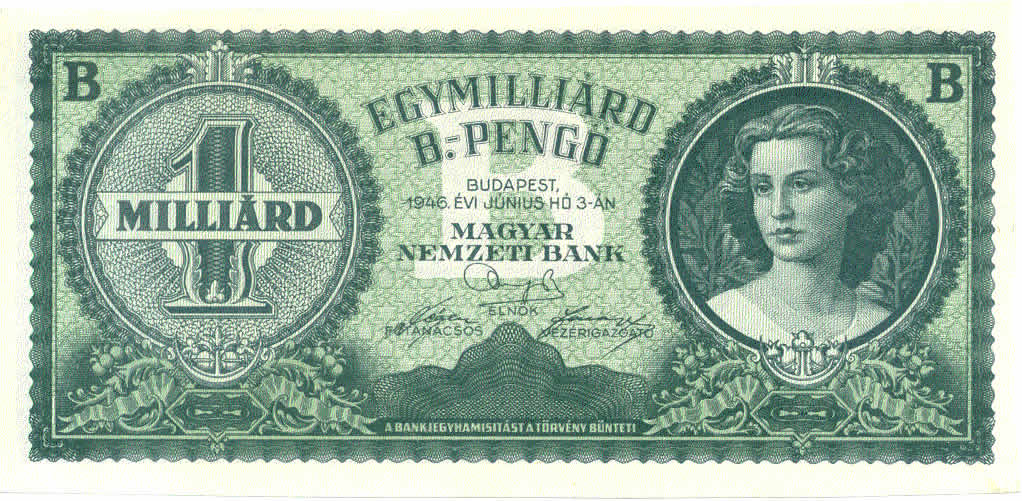
A valaha kibocsátott legnagyobb címletű bankó, az 1 milliárd bilpengős már nem került forgalomba

A pengő az értékét a második világháború végén a különféle okok – a háborús készülődés kiadásai miatt meglazult költségvetési fegyelem, a közvetlen háborús kiadások, a hatalmas pusztítás, a szovjet Vörös Hadsereg fedezet nélküli hadipénz-kibocsátása, majd a háború utáni, egyesek szerint mesterségesen gerjesztett áruhiány – miatt meginduló hiperinfláció során teljesen elvesztette. A stabilizációra több próbálkozás is volt: 1945 őszén egyszeri vagyondézsmát vetettek ki, de ennek hatása csak átmeneti volt. 1946 januárjában számítási egységként bevezették az adópengőt, mely lényegében párhuzamos valutaként szolgált, de ez már nem sokáig tartotta életben a pengőt. A stabilizációs törekvések során új pénznemként a forintot vezették be 1946. augusztus 1-jén. Az új pénz bevezetésekor 1 forint 400 000 kvadrillió pengőt, vagy 200 000 000 (kétszázmillió) adópengőt ért. Az előbbi átváltási ráta valójában csak elméleti volt, hiszen a teljes forgalomban lévő pengőállomány értéke nem érte el a 0,1 fillért sem. Az adójegyek formájában forgalomban lévő adópengő viszont számottevő értéket képviselt, egy néhány hetes átmeneti időszakban az adójegyek váltópénzként is funkcionáltak.
A pengő 1016%-os havi inflációs rátája ma is tartja a rekordot, 2008-ban a zimbabwei dollár 1010%-kal megközelítette, de nem érte el a magyar hiperinfláció mértékét. A világon valaha kiadott legnagyobb címletű bankjegy továbbra is a magyar százmillió bilpengős bankjegy, amely száztrillió (1020) pengőnek felelt meg, de értéke már forgalomba hozatalakor sem volt, ekkor gyakorlatilag már kizárólag adópengőben és árucserével zajlott a kereskedelem.

## A pengő a hagyományokban
A pengő általában ezüstből készült fémpénzt jelentett, amely kemény tárgyhoz ütve jellegzetes pengő hangot hallatott. Míg az arany hangja csengő, a rézé pedig kongó. Ez a hang a pénz jóságát, arany- és ezüsttartalmának kellő nagyságát jelezte. 1858-ig 1/2 tallért érő pengőforint (hivatalos nevén: konvenciós forint, németül Gulden Conventions-Münze, röviden Gulden C.M.) is volt forgalomban, amit ezüstből vertek.

## Statisztika

### A pengő valuta értéke
Danyi Pál: Pénzérték index 1754-től napjainkig. 2017.06.14. In: Ártörténet.hu Pénz és ártörténeti szakportál

### A forgalomban lévő pénz mennyisége
- 1939. december 31.: 975 000 000 (kilencszázhetvenötmillió) pengő, ez akkor 29 963 122 brit font sterlingnek felelt meg;
- 1945. december 31.: 765 446 millió pengő;
- 1946. július 31.: 47,3 kvadrillió pengő + 5 176 212 kvintillió pengő adópengő formában.